# Arondismentul Soissons
Arondismentul Soissons (în franceză Arrondissement de Soissons) este un arondisment din departamentul Aisne, regiunea Picardia, Franța.

## Subdiviziuni

### Cantoane
- Cantonul Braine
- Cantonul Oulchy-le-Château
- Cantonul Soissons-Nord
- Cantonul Soissons-Sud
- Cantonul Vailly-sur-Aisne
- Cantonul Vic-sur-Aisne
- Cantonul Villers-Cotterêts

### Comune
| 1. Acy (02003)                        | 2. Aizy-Jouy (02008)              | 3. Allemant (02010)                   | 4. Ambleny (02011)             |
| 5. Ambrief (02012)                    | 6. Ancienville (02015)            | 7. Arcy-Sainte-Restitue (02022)       | 8. Augy (02036)                |
| 9. Bagneux (02043)                    | 10. Bazoches-sur-Vesles (02054)   | 11. Belleu (02064)                    | 12. Berny-Rivière (02071)      |
| 13. Berzy-le-Sec (02077)              | 14. Beugneux (02082)              | 15. Bieuxy (02087)                    | 16. Billy-sur-Aisne (02089)    |
| 17. Billy-sur-Ourcq (02090)           | 18. Blanzy-lès-Fismes (02091)     | 19. Braine (02110)                    | 20. Braye (02118)              |
| 21. Brenelle (02120)                  | 22. Breny (02121)                 | 23. Bruys (02129)                     | 24. Bucy-le-Long (02131)       |
| 25. Buzancy (02138)                   | 26. Celles-sur-Aisne (02148)      | 27. Cerseuil (02152)                  | 28. Chacrise (02154)           |
| 29. Chassemy (02167)                  | 30. Chaudun (02172)               | 31. Chavignon (02174)                 | 32. Chavigny (02175)           |
| 33. Chavonne (02176)                  | 34. Chivres-Val (02190)           | 35. Chéry-Chartreuve (02179)          | 36. Ciry-Salsogne (02195)      |
| 37. Clamecy (02198)                   | 38. Coeuvres-et-Valsery (02201)   | 39. Condé-sur-Aisne (02210)           | 40. Corcy (02216)              |
| 41. Courcelles-sur-Vesles (02224)     | 42. Courmelles (02226)            | 43. Couvrelles (02230)                | 44. Coyolles (02232)           |
| 45. Cramaille (02233)                 | 46. Crouy (02243)                 | 47. Cuffies (02245)                   | 48. Cuiry-Housse (02249)       |
| 49. Cuisy-en-Almont (02253)           | 50. Cutry (02254)                 | 51. Cys-la-Commune (02255)            | 52. Dampleux (02259)           |
| 53. Dhuizel (02263)                   | 54. Dommiers (02267)              | 55. Droizy (02272)                    | 56. Faverolles (02302)         |
| 57. Filain (02311)                    | 58. Fleury (02316)                | 59. Fontenoy (02326)                  | 60. Glennes (02348)            |
| 61. Grand-Rozoy (02665)               | 62. Haramont (02368)              | 63. Hartennes-et-Taux (02372)         | 64. Jouaignes (02393)          |
| 65. Juvigny (02398)                   | 66. Laffaux (02400)               | 67. Largny-sur-Automne (02410)        | 68. Launoy (02412)             |
| 69. Laversine (02415)                 | 70. Lesges (02421)                | 71. Leury (02424)                     | 72. Lhuys (02427)              |
| 73. Limé (02432)                      | 74. Longpont (02438)              | 75. Longueval-Barbonval (02439)       | 76. Louâtre (02441)            |
| 77. Maast-et-Violaine (02447)         | 78. Margival (02464)              | 79. Mercin-et-Vaux (02477)            | 80. Merval (02479)             |
| 81. Missy-aux-Bois (02485)            | 82. Missy-sur-Aisne (02487)       | 83. Mont-Notre-Dame (02520)           | 84. Mont-Saint-Martin (02523)  |
| 85. Montgobert (02506)                | 86. Montgru-Saint-Hilaire (02507) | 87. Montigny-Lengrain (02514)         | 88. Morsain (02527)            |
| 89. Mortefontaine (02528)             | 90. Muret-et-Crouttes (02533)     | 91. Nampteuil-sous-Muret (02536)      | 92. Nanteuil-la-Fosse (02537)  |
| 93. Neuville-sur-Margival (02551)     | 94. Noroy-sur-Ourcq (02557)       | 95. Nouvron-Vingré (02562)            | 96. Noyant-et-Aconin (02564)   |
| 97. Oigny-en-Valois (02568)           | 98. Osly-Courtil (02576)          | 99. Ostel (02577)                     | 100. Oulchy-la-Ville (02579)   |
| 101. Oulchy-le-Château (02580)        | 102. Paars (02581)                | 103. Parcy-et-Tigny (02585)           | 104. Pargny-Filain (02589)     |
| 105. Pasly (02593)                    | 106. Perles (02597)               | 107. Pernant (02598)                  | 108. Le Plessier-Huleu (02606) |
| 109. Ploisy (02607)                   | 110. Pommiers (02610)             | 111. Pont-Arcy (02612)                | 112. Presles-et-Boves (02620)  |
| 113. Puiseux-en-Retz (02628)          | 114. Quincy-sous-le-Mont (02633)  | 115. Ressons-le-Long (02643)          | 116. Retheuil (02644)          |
| 117. Rozières-sur-Crise (02663)       | 118. Révillon (02646)             | 119. Saconin-et-Breuil (02667)        | 120. Saint-Bandry (02672)      |
| 121. Saint-Christophe-à-Berry (02673) | 122. Saint-Mard (02682)           | 123. Saint-Pierre-Aigle (02687)       | 124. Saint-Rémy-Blanzy (02693) |
| 125. Saint-Thibaut (02695)            | 126. Sancy-les-Cheminots (02698)  | 127. Septmonts (02706)                | 128. Serches (02711)           |
| 129. Sermoise (02714)                 | 130. Serval (02715)               | 131. Soissons (02722)                 | 132. Soucy (02729)             |
| 133. Soupir (02730)                   | 134. Taillefontaine (02734)       | 135. Tannières (02735)                | 136. Tartiers (02736)          |
| 137. Terny-Sorny (02739)              | 138. Vailly-sur-Aisne (02758)     | 139. Vasseny (02763)                  | 140. Vaudesson (02766)         |
| 141. Vauxbuin (02770)                 | 142. Vauxcéré (02771)             | 143. Vauxrezis (02767)                | 144. Vauxtin (02773)           |
| 145. Venizel (02780)                  | 146. Vic-sur-Aisne (02795)        | 147. Viel-Arcy (02797)                | 148. Vierzy (02799)            |
| 149. Ville-Savoye (02817)             | 150. Villemontoire (02804)        | 151. Villeneuve-Saint-Germain (02805) | 152. Villers-Cotterêts (02810) |
| 153. Villers-Hélon (02812)            | 154. Villers-en-Prayères (02811)  | 155. Vivières (02822)                 | 156. Vregny (02828)            |
| 157. Vuillery (02829)                 | 158. Vézaponin (02793)            | 159. Épagny (02277)                   |                                |